# Mokriște, Pazardjik
Mokriște (în bulgară Мокрище) este un sat în comuna Pazardjik, regiunea Pazardjik,  Bulgaria. 

## Demografie
Componența etnică a satului Mokriște
     Bulgari (88,27%)
     Romi (6,15%)
     Nicio identificare (5,29%)
     Altele (0,27%)
La recensământul din 2011, populația satului Mokriște era de 1.851 locuitori. Din punct de vedere etnic, majoritatea locuitorilor (88,27%) erau bulgari, cu o minoritate de romi (6,15%). Pentru 5,29% din locuitori nu este cunoscută apartenența etnică.